# 贝斯多夫
贝斯多夫（德語：Besdorf）是德国石勒苏益格－荷尔斯泰因州的一个市镇。总面积7.37平方公里，总人口241人，其中男性130人，女性111人（2011年12月31日），人口密度33人/平方公里。